# Noel Kelehan
Noel Kelehan (26 de dezembro de 1935- 6 de fevereiro de 2012)  foi um músico irlandês, antigo diretor musical da RTÉ Concert Orchestra e da Radio Telefís Éireann. Retirou-se da função de orquestrador em 1998.
O atual orquestrador é desde  2007 é David Brophy 

## Biografia
Kelehan ficou famoso por ter sido o orquestrador da maioria das canções irlandesas no Festival Eurovisão da Canção, de 1966 a 1998 (o último ano em que existiu orquestra na Festival Eurovisão da Canção, a partir de então tem sido usado o playback instrumental. Ele dirigiu cinco canções vencedoras irlandesas, 1980, 1987, 1992, 1993, e 1996. A canção vencedora de 1970 foi dirigida pelo maestro neerlandês Dolf van der Linden. Em 1994, a canção vencedora, não tinha orquestra a acompanhá-la. Kelehan orquestrou um total de 29 canções, dos quais 24 da Irlanda. Curiosamente, no ano seguinte à retirada de Keleham, deixou-se de utilizar a orquestra na Eurovisão. e também a partir dese ano, também a regra da origatoriedade do uso da língua nacional por cada país também foi abandonada.

## Créditos de interpretação
Kelehan fez vários registos. Fez vários arranjos musicais para o álbum The Unforgettable Fire dos U2